# 杜瓦尼
杜瓦尼（法語：Doignies，法語發音：[dwaɲi]）是法国上法蘭西大區北部省的一个市镇，属于康布雷区。

## 地理
杜瓦尼（50°7'43"N, 3°0'51"E）面积7.4 平方千米，位于法国上法蘭西大區北部省，该省份为法国最北部的省份及最长的省份，西北濒北海，西接加来海峡省，南至埃纳省和索姆省，东与比利时接壤。
与杜瓦尼接壤的市镇（或旧市镇、城区）包括：阿图瓦地区普龙维尔、阿图瓦地区安希、布尔西、博梅莱康布雷、埃尔米。

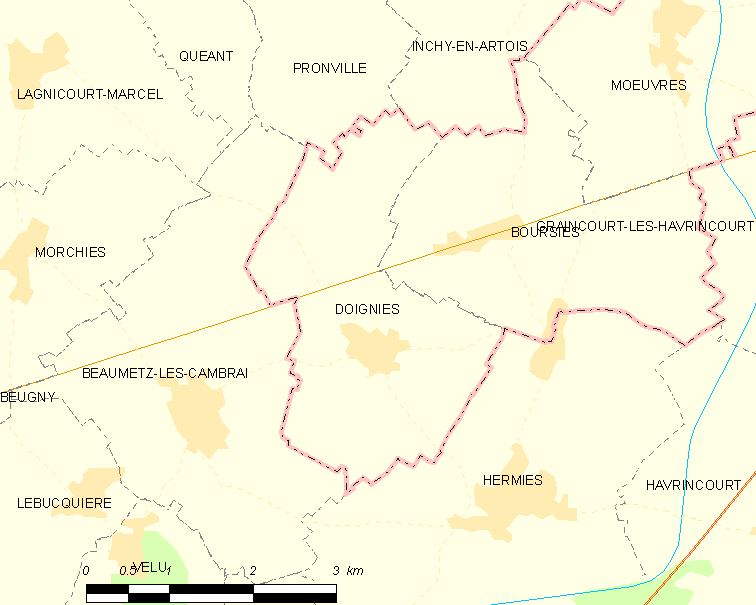
杜瓦尼的OSM定位图

杜瓦尼的时区为UTC+01:00、UTC+02:00（夏令时）。

## 行政
杜瓦尼的邮政编码为59400，INSEE市镇编码为59176。

## 政治
杜瓦尼所属的省级选区为康布雷县。

## 人口

1962-2008年间杜瓦尼人口变化图示

杜瓦尼于2022年1月1日时的人口数量为323人。